# 特定滞納者特別措置条例
特定滞納者特別措置条例（とくていたいのうしゃとくべつそちじょうれい）とは地方自治体の条例。別名は行政サービス制限条例。

## 概要
税や保険料を滞納し、納税について誠実性を欠く者に対し行政サービス等を制限することを規定している。
制限できる行政サービスは「契約行為」「許認可」「福祉サービス」などを挙げられている。法律で保障される生命・財産にかかわる行政サービスなどは制限はしない。また、悪質な滞納者について自治体の広報誌や掲示板で氏名を公表することを規定している例もある。
特別措置を受ける滞納者を特定滞納者と規定している。特定滞納者は再三の督促に応じない悪質な滞納者に限定しており、分割納付するなど支払う意志のある者等は除いている。
1995年に群馬県太田市で市税を滞納している者は特別の事情があると市長が認めた場合を除いて市営住宅に入居できないことを規定した太田市市営住宅管理条例（現・太田市営住宅条例）が制定されたのが最初である。

## 関連書籍
- 出石稔、提中富和、藤島光雄『自治体職員のための政策法務入門〈1〉総務課の巻―自治基本条例をつくることになったけれど』第一法規出版房、2009年。ISBN 9784474113701。